# Carl Gustaf af Leopold

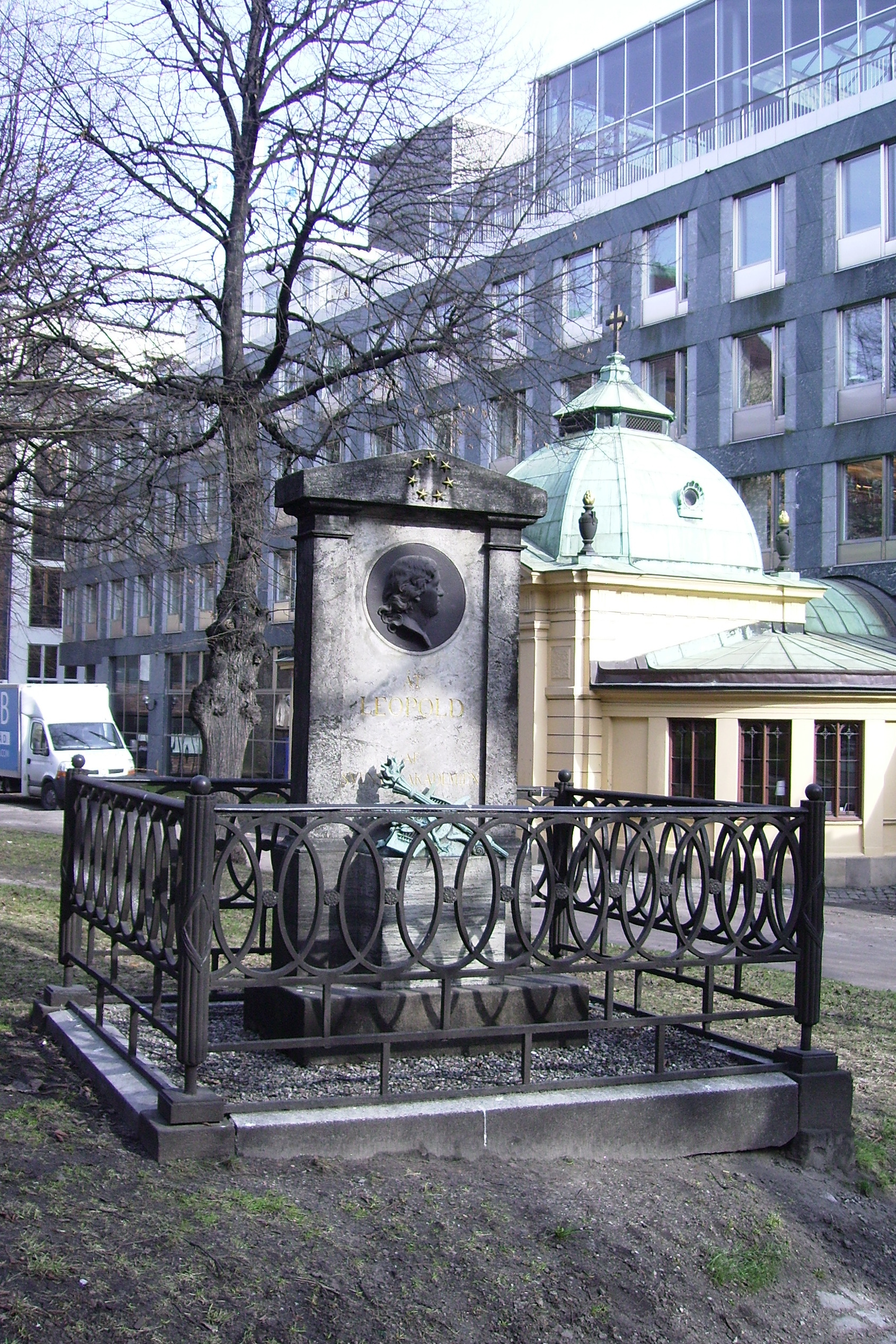
Gravvård vid Klara kyrka (april 2009).

Carl Gustaf af Leopold (före adlandet Leopold, även stavat Leopoldt), född 1756, döpt den 3 april i Maria Magdalena församling, Stockholm, död 9 november 1829 i Klara församling, Stockholm, var en svensk författare, poet och dramatiker. 
Leopold skrev en avhandling om svensk rättstavning, vilken lade grunden till den moderna svenska stavningen.

## Biografi
Leopold var son till tulltjänstemannen Carl Adam Leopoldt och Märta Christina Hobel, och växte upp i Norrköping. Han sattes i skola i Söderköping under Petrus Wimmermark och började därefter på Linköpings gymnasium. Som gymnasist höll Leopold 1770 på stora rådhussalen i Norrköping ett tal på vers till firande av kronprinsens födelsedag, vilket sedan trycktes. 1773 blev Leopold student vid Uppsala universitet och blev lärjunge till Daniel Boëthius. Vid den tiden hade Leopold redan blivit smått känd som skald av hyllningsdikter. Han lämnade universitetet mot slutet av 1774, för att motta en informatorsplats hos hovmarskalken greve Wilhelm Otto Douglas på Stjärnorps slott. Antagligen fortsatte hans anställning till 1777, då han åter befann sig i Uppsala. Han hade under tiden (1776) blivit invald till ledamot av Kungliga Vetenskaps- och Vitterhetssamhället i Göteborg, ett nytt bevis på, hur hoppingivande den unge redan ansågs. I Uppsala gjorde han sig snart bemärkt som skald, men ett av hans första arbeten, Skaldebref til Adjuncten G. i Norrköping (1777), väckte genom sin nog fria ton de akademiska fädernas misshag och föranledde att författaren fick en avhyvling inför konsistoriet.
Han ingick äktenskap 1790 med Sarah Petronella Fehman  (1761–1829), vars mor var oäkta dotter till Fredrik V av Danmark. Äktenskapet var barnlöst. 1809 adlades han enligt paragraf 37 i 1809 års regeringsform, med namnet af Leopold och nummer 2207. Ätten utslocknade med honom 1829.

### Polemik inleds med Kellgren
Sin egentliga ryktbarhet erhöll Leopold genom sitt Ode öfver den 1 Nov. 1778, (datumet för Gustav IV Adolfs födelse) vilket utgick i två upplagor och hälsades med stort bifall, varemot Johan Henric Kellgren i Stockholmsposten underkastade dikten en hård detaljkritik, som föranledde en längre polemik mellan poeten och kritikern. Ett längre poem av det lättare slaget, Kärlekens Ericsgata (1778), befäste samtidigt Leopolds vunna rykte. Leopold reste till Greifswald 1780, där han, efter avlagt disputationsprov, blev 1781 filosofie magister och 1782 docent i lärdomshistoria. Snart därpå utnämndes han till vice bibliotekarie vid Stralsunds stadsbibliotek, vars 17 000 band han ordnade. Hans forne gynnare Johan Hinric Lidén, som då nyligen till Östgöta nation vid Uppsala universitet skänkt den boksamling som blev universitetets, kallade honom 1784 till dess bibliotekarie, och Leopold befann sig 1785 åter i Uppsala. Hans vistelse där blev inte långvarig, men utmärktes genom tre nya skrifter, alla på sitt sätt betecknande för skaldens och tänkarens vunna mognad. I sina Critiska anmärkningar vid hjeltedikten Tåget öfver Bält (1785) lämnade Leopold en bland de första genomförda och på bestämda kritiska grundsatser lagda granskningar av ett svenskt skaldeverk. Julie Eberhardt, hymeneisk offersång (1785) är ett alster av diktarens fina umgängeston och förmåga till eleganta vändningar. Erotiska oder (1785) visar hans lyriska förmåga, sådan den tager form i dessa i fransk skola bildade, halvt smäktande, halvt skämtande känsloutgjutelser.

### Kungens sekreterare och framgång
I februari 1786 tog kung Gustav III Leopold till sin biträdande sekreterare, gav honom bostad på slottet och redde ut hans affärer. Genom denna förändring av levnadsuppgift, genom det tillträde till kungens person och hovkretsarna Leopold snart vann och den ställning han även kom att inta till Kellgren, den svenska litteraturens då erkänt främste man, inträdde hans liv i ett nytt och lyckosamt skede.
Nu följde också framgång på framgång: Redan i juni 1786 valdes Leopold till ledamot av Svenska Akademien som förste innehavare av stol nummer 16 och höll ett längre inträdestal om akademins valspråk. I början av 1787 blev han bibliotekarie vid Drottningholms bibliotek och 1788 kungens handsekreterare. Han offentliggjorde under dessa år, utom ett par tal, smärre dikter och en prolog och versifierade. Gustav III:s enaktsopera Frigga (1787) samt skrev de större skaldestyckena Öfver segren vid Hogland (1788) och Häfdernas röst (1789). 
Leopold var inte allmänt uppskattad av sina samtida. Inofficiellt kallades han ”Hans Poetiska Majestät”, men det var med viss sarkasm.
Leopold tillkallades under ryska kriget till kungen för att denne ville njuta av hans vittra umgänge och kvicka skämt. Frukterna i poetiskt hänseende av denna vistelse var endast fortsättandet av den förut påbörjade tragedin Oden samt de intryck Leopold sedan visade på i sina bekanta skaldebrev till kungen om slaget vid Fredrikshamn 1790 och segern vid Svensksund samma år. Skaldebreven andas en behagfull blandning av allvar och skämt, fint smicker och eleganta poetiska vändningar. Det märkligaste bland dem är det, i vilket Leopold gör sig till tolk för den allmänna meningen, som yrkade nåd för Anjalaförbundets upproriska huvudmän. 
Om också dessa och flera andra poesier i den lätta genren höjt Leopold till rangen av en bland Sveriges då levande förnämsta skalder, blev tragedin Oden eller Asarnes utvandring (1790, uppförd på Kungliga Teatern samma år och kvarstående på repertoaren ända till 1825) en  triumf för honom och gjorde honom i allmänhetens och hovets ögon Leopold till Kellgrens medtävlare. Kungen, som delade den allmänna förtjusningen, sände honom en smickrande hälsning och en lagerkvist, bruten av hans egna händer på ”Vergilii graf”, en artighet, som Leopold besvarade med ett fyndigt och fint epigram.

### Polemik med Thomas Thorild och Per Enbom
Samtidigt därmed och under de sista åren av Gustavs regering deltog Leopold flitigt i Stockholmspostens redaktion, sedan han alltmer närmat sig Kellgren och blivit hans meningsfrände, även om de båda skaldernas skilda lynnen och olika levnadsbanor lade hinder i vägen för vänskapens förtrolighet. Med tacksamhet omfattades Leopold av den äldre skaldebrodern, i synnerhet då han trädde inom skranket mot Thorild, som även angrep Kellgren. Det var i skrifterna Den nya lagstiftningen i snillets verld något litet i fråga satt (1792) och Bref till den store och märkvärdige författaren Th- (1792) som Leopold huvudsakligen blottade den väldige angriparens många sårbara punkter och från akademisk, rationell ståndpunkt försvarade den vitterhet Thorild angrep och de samhälleliga grundsatser, mot vilka han riktade sitt tunga, men oviga vapen.
Med kungens död (1792) upphörde naturligtvis Leopolds dittills innehavda befattning, och han blev medarbetare i tidningen Extra Posten, som uppsattes på hösten 1792. Särskilt uppmärksammad var den polemik Leopold där förde mot Thorild och åtskilliga av hans anhängare samt den kvicka visan om Per Enbom, som länge fortlevde. Tidningen indrogs emellertid i september 1795, även om den var konservativare än Stockholmsposten. Leopold hade emellertid då lämnat bestyret med dess redigering och var bosatt i Linköping. Av Reuterholm skaffade sig Leopold åtskilliga ekonomiska förmåner och ställde i utsikt, att han skulle besjunga sin välgörare. Han påbörjade också ett längre skaldebrev, varav han skickade Reuterholm stycke efter stycke, men förhalade dess fullbordan så länge, att Reuterholm avgick från makten dessförinnan. Leopolds dikt trycktes sedan med vissa förändringar och utan adress i de samlade skrifterna, och man trodde länge, att Leopold varit oböjlig i förhållandet till Reuterholm, på vilken han likväl även röstade vid invalen till Svenska Akademien 1794. 
När Gustav IV Adolf som myndig själv tillträdde regeringen (1796), flyttade Leopold tillbaka till Stockholm, där han ifrån 1797 blev en flitig och gärna läst medarbetare i Läsning i blandade ämnen, i vars första årgångar flera av Leopolds mest bekanta uppsatser och granskningar återfinns. Han utnämndes 1799 till kansliråd och hade därmed åter en fast syssla och en lugnare ekonomisk ställning. Från 1800 till 1802 utgav han tre delar av sina Samlade skrifter. Genom denna samling, som även var en utmärkt förlagsaffär, intog Leopold utan gensägelse främsta rummet bland samtida svenska skalder; och då han dessutom var en av Svenska Akademiens ledande män, kan man säga, att han i väsentlig mån tryckte stämpeln av sitt skaldelynne och sina estetiska åsikter på detta tidevarv i vår vitterhet. 
Det var inte heller endast till denna han sträckte sina omsorger och vände sin begåvning. Genom sin Afhandling om svenska stafsättet, vilken öppnar den nya följden av Svenska Akademiens handlingar (1801), ingrep Leopold i denna viktiga fråga, där han visade sig konservativare än Kellgren och på det hela taget fixerande bruket. Och i sina av Rühs utgivna Briefe über Schweden und Schwedens neueste Verhältnisse (1804), vilka innehöll en varmhjärtad och dräpande polemik mot italienaren Acerbis vrånga omdömen om Sverige, visade han sig än en gång som den kvicke och dock grundligt lärde man, till vilken hans svenska samtid med aktning och beundran blickade upp. 
För scenen arbetade han även under detta skede: Den talande tavlan, ”operaparade”, en översättning från franskan (1799) samt sorgespelet Virginia tillhör sin tids bästa alster.

### Adlande
Med statskuppen 1809 och den ungefär samtida uppkomsten av en ny riktning i Sveriges vitterhet, den så kallade nyromantiken, inträdde också Leopold i andra levnadsförhållanden. Redan före riksdagens början hade Leopold blivit förordnad till ledamot i en kommitté, nedsatt att bereda förslag till en ny tryckfrihetslag. Det av denna kommitté uppgivna projektet blev väl inte som helhet antaget, men åtskilligt av vad Leopold hade föreslagit gillades dock och infördes i den av ständerna sanktionerade tryckfrihetsförordningen. Som en gärd av tacksamheten hos 1809 års män måste väl anses hans upphöjande i adligt stånd (1809) med namnet af Leopold (han hette förut Leopold) och introducerad på Riddarhuset under nummer  2207. af Leopold var gift, men hans äktenskap var barnlöst, och hans ätt utslocknade därför med honom själv.
Han blev vid samma tid som adlandet även ledamot av Kanslistyrelsen.

### Kritik från romantikerna
Mot denne av sina medborgare högt uppburne man, den främste kvarlevande skalden från Gustav III:s lysande dagar, anhängaren av Voltaire och den franska upplysningsfilosofin, var det som den nya vitterhetsriktningen i främsta rummet riktade sina angrepp. Det var framför allt det satiriska veckobladet Polyfem och Lorenzo Hammarskiölds skrift Kritiska bref rörande herr canslirådet af Leopolds Samlade skrifter (1810), som öppnade kampanjen. Den bland de äldre rådande överskattningen av af Leopolds diktning möttes av de unga med en absolut underskattning, som på grundvalen av den romantiska åskådningen kritiserade Leopold som litteratör, filosof, estetiker och skald. Hos Hammarskiöld rådde ohämmad hätskhet mot Leopold. De övriga motståndarna erkände hans kvickhet, enstaka dikters behag och retoriska glans, men angrep hans åsikter, frånkände hans skaldskaps fantasi och gemyt samt misstänkte honom för att vara upphov till såväl polemiska artiklar som hotet om indragning med flera administrativa åtgärder. 
Leopolds enda stora inlägg i striden skedde 1813, då han i Journalen offentliggjorde sin dräpande satir Silfvertonen eller Tasso i fosforisk öfversättning, i vilken han med kvickhet uppvisade de barockheter, till vilka P.D.A. Atterbom gjort sig skyldig genom en av honom i Phosphoros utgiven tolkning av en episod ur Torquato Tassos dikt. Denna artikel utgjorde länge fataburen för alla anmärkningar och angrepp mot romantikerna. Även mot sin svåraste vedersakare, Hammarskiöld, lät Leopold sin humor spela i en uppsats med anledning av besattheterna i hans Föreläsningar öfver de bildande konsternas historia; men denne blev honom ej svaret skyldig, för han lämnade i andra delen av sin Svenska vitterheten (1819) en i hög grad sårande och nedsättande karakteristik av Leopold. 
Utanför den fosforistiska kretsen uppfattades dessa anfall såsom skamlösa och i det hela obefogade, även om måhända en och annan medgav, att den nya skolan i åtskilliga punkter hade rätten på sin sida. Till sitt anseende inom ledande kretsar skadades Leopold naturligtvis inte av de ungas angrepp. Han blev ledamot av Kungliga Musikaliska Akademien 1814, erhöll statssekreterares värdighet 1818 och blev, när han 1819 drabbades av blindhet, föremål för allmänt deltagande. Så småningom tystnade kritiken mot honom, och när Esaias Tegnér tackade honom i tillägnan av Axel (1822) för vad han uträttat i snillets och smakens tjänst, var det säkerligen uttrycket för tänkesättet hos nationens bildade flertal. 
Sina senare år tillbringade Leopold i tillbakadragenhet och dikterade därunder åtskilliga populära filosofiska betraktelser samt en mängd av  behaglig stil präglade brev. Om kvällarna mottog han mestadels hos sig en krets av likatänkande vänner och förstod då med äkta gustaviansk snillrikhet att föra ordet. Hans beundrare präglade över honom en medalj, som överlämnades till honom den 2 april 1827, på hans (förmodade) 72:a födelsedag. En beklaglig anledning till ständig saknad hade han däri, att hans maka, den begåvade Petronella Fehman, alltifrån 1819 (när af Leopolds blindhet började) var psykiskt sjuk, vilket bjärt stack av mot hennes förra livlighet och kunskapsrikedom. Efter tio års lidande avled hon i maj 1829, och Carl Gustaf af Leopold följde henne snart i graven.

## Eftermäle
Svenska Akademien lät på Klara kyrkogård i Stockholm 1832 resa en minnesvård över sin ledamot och hugfäste även 1861 hans minne genom en medalj, då Bernhard von Beskow författade hans biografi. Efter Leopolds död utgavs de tre sista delarna av hans Samlade skrifter.
Som skald tillhör Leopold 1700-talet, med dess eleganta lätthet, strävan efter att undervisa i den allvarliga dikten, kvickhet och artighet i skaldebrevet, dess muntra, ibland något fria stämning i ”berättelsen” och ”sagan”. Han sammanfattar århundradets kultur och är dennas sista förkämpe i vår vitterhet. Fåfängt vore att neka, att hans skaldskap hämtat sin formella sida från den klassiska franska litteraturen, om vars alster han hade stor och förtrolig kännedom. Å andra sidan röjer han i många hänseenden en ursprunglig begåvning 
”Leopold”, säger Bernhard Elis Malmström, ”egde ingen djup känsla, ej heller någon djärf fantasi; däremot egde han ett skarpt förstånd, en gnistrande kvickhet och en mjuk och liflig inbillning, just de egenskaper, som erfordras för den lätta och muntra genre, där täckheten och behaget få ersätta skönheten och majestätet”. Ett av de yppersta poem, som den gustavianska eran lämnat oss i arv, är Eglé och Anette, den friska och känsliga skildringen av motsatsen mellan flärdens kvalm och det enkla, lantliga livet, en äkta tavla av svenska seder och svensk natur. Den vackra bedjerskan är likaledes mästerligt ”genom det behag och den elegans, hvarmed det är utfördt, och den fina ironi, som strör sitt retande salt öfver det hela”. Satiren, varmed Leopold målade människornas dårskaper, härskar i stycken som Hvem vem har rätt? (1795), Menniskoloten (1815), Sethos med flera. Särskilt märks Den nya kolonien (från omkring 1810), där Leopold skämtar med den nya skolan, samt Byxorna, där Immanuel Kants lära om tid och rum förlöjligas.

## Verk och stavning
De skönlitterära verken av Carl Gustaf af Leopold finns i hans Samlade skrifter, och innehåller dramer, bland annat Oden eller asarnas utvandring (1790) och Virginia (1802), dikter, bland annat Predikaren, Det slutande Århundradet, samt noveller, till exempel Berget och Kräket. Det kanske mest kända av hans verk är versberättelsen Eglé och Annett (1800). Även som psalmförfattare har han gjort insatser: hans psalm Att dig, o Gud, mitt offer bära var medtagen i både 1819 års psalmbok (nummer 418) och 1937 års psalmbok (nummer 419). Än mer betydelse fick af Leopold som estetiker – han skrev flera essäer och kritiska artiklar i olika tidningar om andra författare. I politiskt hänseende var han för en medelväg mellan revolution och reaktionism, och talade för upplysningstidens liberalism. I en strid med Thomas Thorild (1792) om kritikens uppgift försvarade han de klassicistiska idealen.
Leopold författade Afhandling om Svenska stafsättet (1801), som räknas som den första normen för svensk rättstavning (ortografi). Den gällde fram till 1889, då sjätte upplagan av Svenska Akademiens ordlista kom ut och reformerade stavningen bland annat med e och q i vissa ord (jernväg, qvarn) till ä och k. Som ett djärvt grepp ansågs kravet att försvenska stavningen av främmande ord, som upptagits i språket, men i övrigt sökte Leopold gå en medelväg för att förena generella stavningsregler med det hävdvunna bruket. Den första upplagan av Nordisk familjebok (1876–1899) tillämpar samma stavning som Leopold.
Leopold invaldes 1804 som ledamot nummer 315 av Kungliga Vetenskapsakademien.
Leopold ingick i 1809 års tryckfrihetskommitté och definierar tryckfrihet i 86:e paragrafen i 1809 års regeringsform. Denna ingår numera i första kapitlets första paragraf i Tryckfrihetsförordningen, något moderniserad.

### Samlade skrifter 1911–
- Samlade skrifter ; utgivna av Olle Holmberg, Åke-Hugo Hanson och Knut Fredlund. Svenska författare utgivna av Svenska vitterhetssamfundet, 0346-7864 ; 2. Stockholm: Svenska vitterhetssamf. 1911–. Libris 135584
  -  Avdelning 1, Ungdomsskrifter, Del 1, [1774–1784, Häfte 2  / utgifna af Knut Fredlund] ([Ny tr.]). 1998[1912]. Libris 135597. ISBN 91-7230-077-9. http://litteraturbanken.se/#!/forfattare/LeopoldCG/titlar/SamladeSkrifter1_1/info
  -  Avdelning 1. Del 2, Dikter 1785-1829. 1, Text / utgivna av Torkel Stålmarck. 2002. Libris 8852808. ISBN 91-7230-110-4. http://litteraturbanken.se/#!/forfattare/LeopoldCG/titlar/SamladeSkrifter1_2_1/info
  -  Avdelning 1. Del 2, Dikter 1785-1829. 2, Kommentar / utgivna av Torkel Stålmarck. 2003. Libris 9326166. ISBN 91-7230-117-1. http://litteraturbanken.se/#!/forfattare/LeopoldCG/titlar/SamladeSkrifter1_2_2/info
  -  Avdelning 1. Del 3, Teaterstycken 1785-1829. 1, Text / utgivna av Torkel Stålmarck. 2005undet. Libris 10052510. ISBN 91-7230-128-7. http://litteraturbanken.se/#!/forfattare/LeopoldCG/titlar/SamladeSkrifter1_3_1/info
  -  Avdelning 1. Del 3, Teaterstycken 1785-1829. 2, Kommentar / utgivna av Torkel Stålmarck. 2008undet. Libris 11214955. ISBN 978-91-7230-142-9. http://litteraturbanken.se/#!/forfattare/LeopoldCG/titlar/SamladeSkrifter1_3_2/info
  -  Avdelning 1. Del 4, Skrifter på prosa 1785-1829. 1, Om svenska språket. A, Text / utgiven av Lillemor Santesson. 2010. Libris 11785549. ISBN 978-91-7230-144-3
  -  Avdelning 1. Del 4, Skrifter på prosa 1785-1829. 1, Om svenska språket. B, Kommentar / utgiven av Lillemor Santesson. 2010. Libris 12200641. ISBN 9789172301573
  -  Avdelning 2, Brev, Del 1, 1774-1789, Häfte 3 ([Ny tr.]). 1998[1913]. Libris 135598. ISBN 91-7230-078-7. http://litteraturbanken.se/#!/forfattare/LeopoldCG/titlar/SamladeSkrifter2_1/info
  -  Avdelning 2, Brev. Del 1, 1774-1789. Häfte 4. 1915. Libris 10001683
  -  Avdelning 2, Brev. Del 2, 1790-1796. Häfte 5. 1915. Libris 10001709. http://litteraturbanken.se/#!/forfattare/LeopoldCG/titlar/SamladeSkrifter2_2/info
  -  Avdelning 2, Brev. Del 2, 1790-1796. Häfte 6. 1917. Libris 10001720
  -  Avdelning 2, Brev. Del 2, 1790-1796. Häfte 7. 1958. Libris 10001732
  -  Avdelning 2, Brev. Del 3, 1797-1805. Häfte 8. 1968. Libris 10001746. http://litteraturbanken.se/#!/forfattare/LeopoldCG/titlar/SamladeSkrifter2_3/info
  -  Avdelning 2, Brev. Del 3, 1797-1805. Häfte 9. 1970. Libris 10001756
  -  Avdelning 2, Brev, Del 4, 1806-1810. Häfte 10. 1972. Libris 135589. http://litteraturbanken.se/#!/forfattare/LeopoldCG/titlar/SamladeSkrifter2_4/info
  -  Avdelning 2, Brev, Del 5, 1811-1818, Häfte 11. 1976. Libris 135591. ISBN 91-7230-014-0. http://litteraturbanken.se/#!/forfattare/LeopoldCG/titlar/SamladeSkrifter2_5/info
  -  Avdelning 2, Brev, Del 5, 1811-1818, Häfte 12. 1977. Libris 135592. ISBN 91-7230-017-5
  -  Avdelning 2, Brev, Del 6, 1819-1829, Häfte 13. 1980. Libris 135593. ISBN 91-7230-026-4. http://litteraturbanken.se/#!/forfattare/LeopoldCG/titlar/SamladeSkrifter2_6/info
  -  Avdelning 2, Brev, Del 7, Supplement, Häfte 14. 1991. Libris 135594. ISBN 91-7230-043-4. http://litteraturbanken.se/#!/forfattare/LeopoldCG/titlar/SamladeSkrifter2_7/info
  -  Avdelning 2, Brev, Del 8, Kommentarer till brev 1790-1829, Häfte 15. 1996. Libris 135595. ISBN 91-7230-061-2. http://litteraturbanken.se/#!/forfattare/LeopoldCG/titlar/SamladeSkrifter2_8/info
  -  Avdelning 2, Brev, Del 8, Kommentar till brev 1790-1829, Häfte 16. 1997. Libris 135596. ISBN 91-7230-066-3
  -  Häfte 17. Tillägg till sjunde delen. Brev. Supplement / utgivna av Åke-Hugo Hanson och Torkel Stålmarck. 2006. Libris 10292816. ISBN 91-7230-132-5

### Psalmer
- Den svenska psalmboken 1819
  - 418 Att dig, o Gud, mitt offer bära